# Kosmodrom Wostotschny
Koordinaten: 51° 49′ N, 128° 18′ O
Das Kosmodrom Wostotschny (russisch Космодром Восточный; deutsch „Östlicher Weltraumbahnhof“) ist ein russischer Weltraumbahnhof in der Amur-Region gut 100 km östlich der Grenze zu China. Das Kosmodrom befindet sich auf dem Gelände des ehemaligen Raketenstartplatzes Swobodny im Nordosten der Stadt Ziolkowski (bis 2015 Uglegorsk). Wostotschny ergänzt das auf kasachischem Gebiet liegende Kosmodrom Baikonur und soll die Abhängigkeit von Kasachstan verringern.

## Geschichte

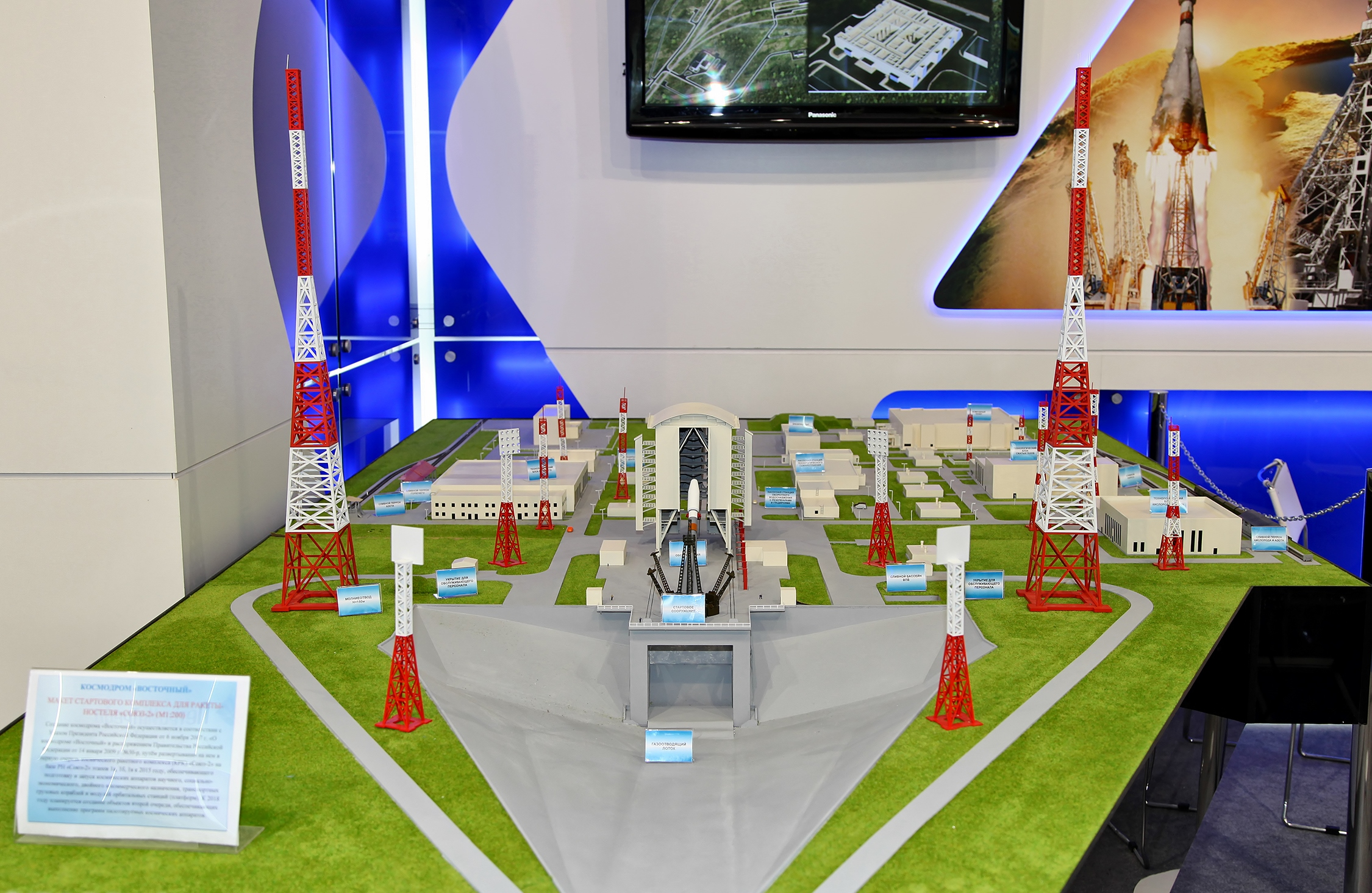
Modell des Startplatzes 1S auf dem Kosmodrom Wostotschny auf der MAKS 2013

Am 21. November 2007 unterzeichnete Präsident Wladimir Putin den Erlass zur Konstruktion des Weltraumbahnhofs. Der genaue Standort wurde Ende 2008 festgelegt und befindet sich im östlichen Bereich des kurz zuvor geschlossenen Kosmodroms Swobodny, etwa 150 km nördlich von Blagoweschtschensk im Bereich des Flusses Pera, etwa 250 m über dem Meeresspiegel. Das Kosmodrom sollte nach damaliger Planung eine Fläche von 750 km² umfassen; die Bauarbeiten sollten im Jahr 2010 beginnen, acht Jahre dauern und in drei Etappen erfolgen. Tatsächlich wurde mit dem Bau Mitte 2012 begonnen. Die nötige Investitionssumme für die erste Etappe wurde auf 251 Milliarden Rubel – damals umgerechnet etwa 6,3 Milliarden Euro – geschätzt.
Verantwortlich für den Bau war der ehemalige RKK-Energija-Chef Nikolai Sewastjanow.
Nach Bauverzögerungen übernahm Vizeministerpräsident Dmitri Rogosin 2014 die Koordination der Baustelle. Trotz der nunmehr offenkundigen Priorität seitens der russischen Regierung für den neuen Weltraumbahnhof schien sich das Projekt nicht entsprechend den Planvorgaben zu entwickeln, da im April 2015 Arbeiter auf der Baustelle wegen ausbleibender Lohnzahlungen in einen Hungerstreik getreten waren.
Im Oktober 2015 wurde bekanntgegeben, dass Teile der für die Sojus-2 vorgesehenen Montagehallen zu klein für die Rakete seien. Zudem wurden mehrere Fälle von Korruption und Misswirtschaft bekannt. Es fehlte weiterhin an einer gesicherten Strom-, Wasser- und Wärmeversorgung. Die für Dezember 2015 geplante Eröffnung konnte daher nicht stattfinden.
Am 12. April 2016 wurde der Weltraumbahnhof offiziell eröffnet. Bemannte Starts mit Sojus-Raumschiffen zur ISS sind von dort allerdings – anders als ursprünglich geplant – nicht möglich, da die Sojus nur für Landungen an Land ausgelegt ist. Die Flugbahn von Wostotschny führt in der Aufstiegsphase über das Ochotskische Meer, die Halbinsel Kamtschatka und den Pazifischen Ozean, sodass bei einem Startabbruch eine Wasserung nötig sein könnte.
Von August bis Oktober 2018 wurde auf dem Gelände des Kosmodroms eine Waldfläche gerodet, um Platz für eine weitere Startrampe zu schaffen. Im Mai 2019 begann die zweite Phase der Konstruktion des Kosmodroms mit der Errichtung einer weiteren Startrampe für schwere Raketen des Typs Angara. Heftige Regenfälle und Veruntreuung von Geldern für den Kauf von Maschinen verzögerten die Konstruktion.
Im Zuge von Anti-Korruptions-Untersuchungen wurden über 100 Strafverfahren eingeleitet.

## Startrampen
Es sind mehrere Startrampen geplant. Die Wichtigsten sind:
- Rampe 1S – Sojus-2, in Betrieb seit 2016
- Rampe 1A – Angara A5, in Betrieb seit 2024

## Erster Start
Die erste Sojus-2-Rakete wurde, noch ohne Nutzlast, am 21. März 2016 zu Testzwecken zur Startrampe 1S gebracht. Am 28. April um 02:01 UTC startete sie in Anwesenheit des Staatspräsidenten Wladimir Putin die beiden Satelliten Michail Lomonossow und Aist 2D. Der Start war am Vortag wegen eines Ventilfehlers verschoben worden, Putin war vor Ort geblieben.

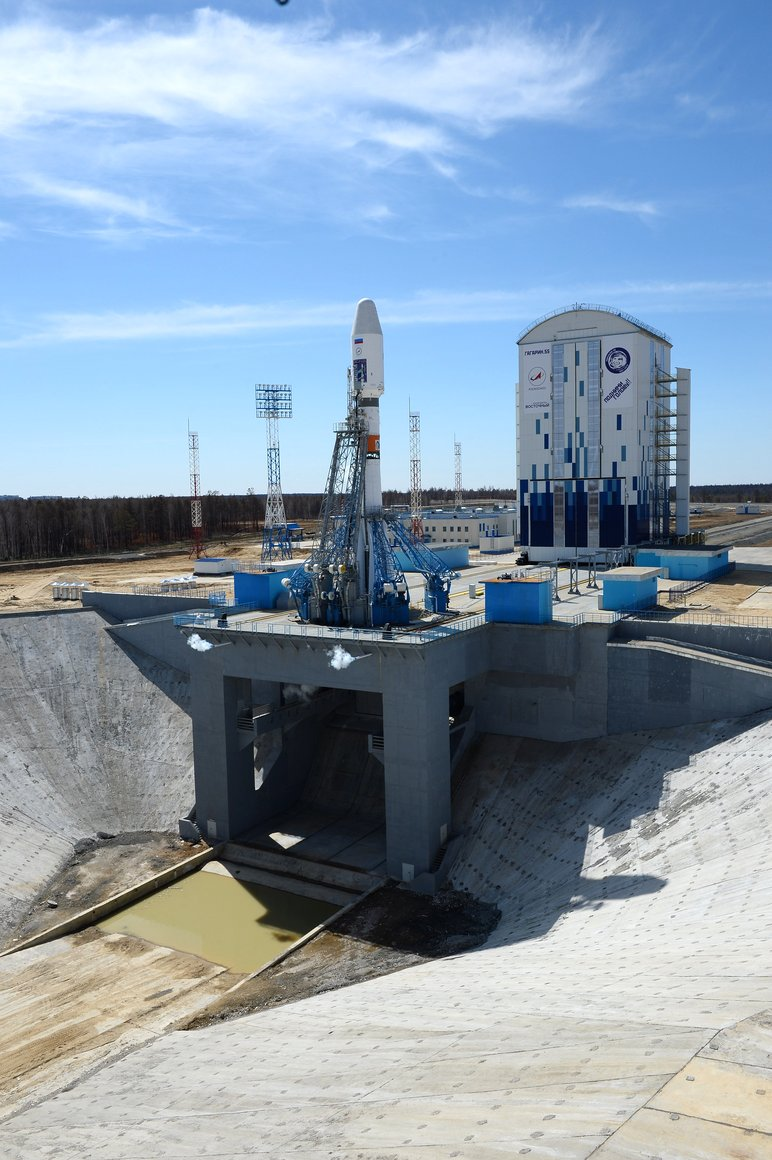
Rampe 1S mit Sojus-2.1a vor dem Start
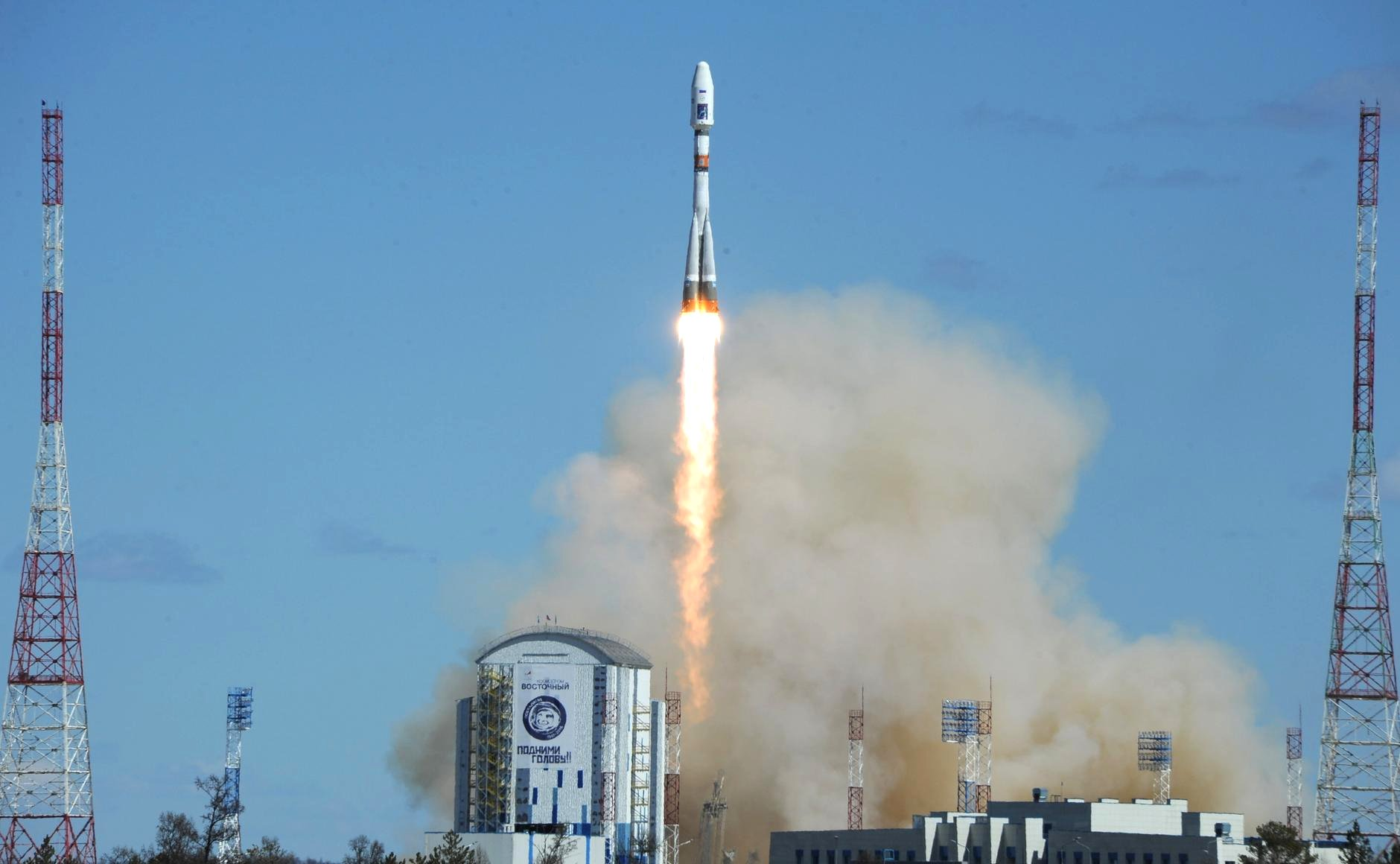
Start
- Startvideo

## Startliste
Stand der Liste: 25. Juli 2025
Nichtrussische Satelliten sind mit der Länderflagge des jeweiligen Betreibers gekennzeichnet.
| Zeitpunkt (UTC) | Zeitpunkt (UTC) | Rakete              | Startrampe | Nutzlast | Orbit   | Anmerkungen  |
| --------------- | --------------- | ------------------- | ---------- | --- | ------- | ------------ |
| 28. April 2016  | 02:01           | Sojus-2.1a / Wolga  | 1S         | Michail Lomonossow (Gammateleskop) Aist 2D SamSat 218 | LEO     | Erfolg       |
| 28. Nov. 2017   | 02:41           | Sojus-2.1b / Fregat | 1S         | Meteor-M 2-1 Baumanets 2 LEO Vantage 2 IDEA-OSG 1 AISSat 3 10× Lemur-2 Corvus BC-3 SEAM D-Star One Helios-Wire                                                                                         | –       | Fehlschlag 1 |
| 1. Feb. 2018    | 02:07           | Sojus-2.1a / Fregat | 1S         | Kanopus-V 3 und 4 | LEO     | Erfolg       |
| 27. Dez. 2018   | 02:07           | Sojus-2.1a / Fregat | 1S         | Kanopus-V 5 und 6 | LEO     | Erfolg       |
| 5. Juli 2019    | 05:41           | Sojus-2.1b / Fregat | 1S         | Meteor-M 2-2 Carbonix ICEYE X4, X5 Momentus X1 DoT 1 NSLSat 1 8× Lemur-2 Beesat 9 Beesat 10–13 2× D-Star One MOVE-IIb Sonate Jaisat-1 SEAM 2.0 UTE-Ecuador TTÜ101 Lucky-7 MTCube AmGU 1 Sokrat VDNH-80 | LEO     | Erfolg       |
| 18. Dez. 2020   | 12:26           | Sojus-2.1b / Fregat | 1S         | OneWeb 4 | LEO     | Erfolg       |
| 25. März 2021   | 02:47           | Sojus-2.1b / Fregat | 1S         | OneWeb 5 | LEO     | Erfolg       |
| 25. April 2021  | 22:14           | Sojus-2.1b / Fregat | 1S         | OneWeb 6 | LEO     | Erfolg       |
| 28. Mai 2021    | 17:38           | Sojus-2.1b / Fregat | 1S         | OneWeb 7 | LEO     | Erfolg       |
| 1. Juli 2021    | 12:48           | Sojus-2.1b / Fregat | 1S         | OneWeb 8 | LEO     | Erfolg       |
| 14. Okt. 2021   | 09:40           | Sojus-2.1b / Fregat | 1S         | OneWeb 11 | LEO     | Erfolg       |
| 22. Okt. 2022   | 19:57           | Sojus-2.1b / Fregat | 1S         | Gonets-M 33/34/35 (Block 18) Skif-D | LEO     | Erfolg       |
| 26. Mai 2023    | 21:14           | Sojus-2.1a / Fregat | 1S         | Kondor-FKA-1 | LEO     | Erfolg       |
| 27. Juni 2023   | 11:34           | Sojus-2.1b / Fregat | 1S         | Meteor-M 2-3 8× Sitro-AIS A-Seansat-PG 1 PHI-Demo CubeBel 2 31 Kleinsatelliten | SSO     | Erfolg       |
| 10. Aug. 2023   | 23:10           | Sojus-2.1b / Fregat | 1S         | Luna 25 (Mondlandesonde) | TLI     | Erfolg 2     |
| 29. Feb. 2024   | 05:43           | Sojus-2.1b / Fregat | 1S         | Meteor-M 2-4 Marafon-D GVM Pars 1 Zorkiy 2M 16× Sitro-AIS | LEO     | Erfolg       |
| 11. April 2024  | 09:00           | Angara A5 / Orion   | 1A         | GMM-KA (Massesimulator) Gagarinets (Werbe-CubeSat) | GEO LEO | Erfolg       |
| 4. Nov. 2024    | 23:18           | Sojus-2.1b / Fregat | 1S         | Ionosfera 1 & 2 24× Sitro-AIS Hod-Hod 1A Zimsat 2 ca. 27 Kleinsatelliten | SSO     | Erfolg       |
| 29. Nov. 2024   | 21:50           | Sojus-2.1a / Fregat | 1S         | Kondor-FKA 2 | SSO     | Erfolg       |
| 25. Juli 2025   | 05:54           | Sojus-2.1b / Fregat | 1S         | Ionosfera 3 & 4 Nahid-2 17 Satelliten | SSO     | Erfolg       |